# Добровольщина (Алтайский край)
Доброво́льщина — посёлок в Хабарском районе Алтайского края России. Входит в состав Свердловского сельсовета.

## История
Основан в 1909 году. В 1928 году посёлок Добровольщино состоял из 49 хозяйств, основное население — украинцы. В административном отношении входил в состав Богословского сельсовета Знаменского района Славгородского округа Сибирского края.

## Население
| 1997 | 1998 | 1999 | 2000 | 2001 | 2002 | 2003 |
| ---- | ---- | ---- | ---- | ---- | ---- | ---- |
| 84   | →84  | ↘83  | ↘77  | ↗85  | ↘67  | ↘62  |
| 2004 | 2005 | 2006 | 2007 | 2008 | 2009 | 2010 |
| ↘60  | ↘58  | ↘52  | ↘43  | ↗46  | ↘45  | ↘43  |
| 2011 | 2012 | 2013 |      |      |      |      |
| ↘41  | ↗44  | ↗46  |      |      |      |      |

## Улицы
В посёлке имеется одна улица: Лесная. 